# ۸۳۴ (قمری)
۸۳۴ (قمری)، هشتصد و سی و چهارمین سال در گاهشماری هجری قمری است. اول محرم این سال برابر با بیست و هشتم سپتامبر سال ۱۴۳۰ میلادی است.